# 149113 Stewartbushman
149113 Stewartbushman este o planetă minoră (asteroid) din centura de asteroizi. A fost descoperită pe 6 februarie 2002 la Observatorul Național Kitt Peak de Marc Buie⁠(d). 
Obiectul prezintă o orbită caracterizată de o semiaxă mare de 3,0185476375482 UAi, o excentricitate de 0,1, o înclinație de 2,3 ° în raport cu ecliptica.